# Insuffisance hépatique aiguë
Pour les articles homonymes, voir IHA.
 Mise en garde médicale
L’insuffisance hépatique aigüe (ou IHA), parfois appelée hépatite fulminante est une altération aiguë grave de la fonction hépatocellulaire survenant en moins de 8 semaines, et sans maladie hépatique préexistante. La définition peut cependant varier en nuances suivant les publications.
L'origine peut être toxique (médicaments, champignons vénéneux) ou infectieuse (hépatites virales).
Les premières conséquences sont des troubles majeurs de l'hémostase entraînant un risque hémorragique multiviscéral. Son pronostic est extrêmement sévère.
Le traitement est d'abord, quand c'est possible, celui de la cause, mais il consiste dans la plupart des cas en une transplantation hépatique en urgence.

## Épidémiologie
L'incidence annuelle aux États-Unis est d'environ 5 cas pour un million d'habitants, la cause principale étant l'intoxication au paracétamol (acétaminophène) (un peu moins d'un cas sur deux).

## Causes
Les causes principales sont virales dans les pays en voie de développement et toxiques dans les pays développés. Certaines insuffisances hépatiques aiguës n'ont cependant pas de cause retrouvée et sont alors de pronostic médiocre.

### Causes non toxiques
- Hépatite virale aiguë ;
- Stéatose aigüe gravidique ;
- Hépatite auto-immune ;
- Syndrome de Budd-Chiari ;
- Syndrome de Reye
- Septicémie, hyperthermie importante, insuffisance cardiaque grave, donnant un tableau de « foie de choc »[1] ;
- Maladie de Wilson.

### Causes toxiques
- Alcool ;
- Certains médicaments, en particulier le surdosage en paracétamol, première cause aux États-Unis, ce surdosage pouvant être volontaire (tentative de suicide) ou involontaire et chronique, alors plus tardivement détectée et donc plus grave[4].
- Certains champignons: Amanita phalloides, Amanita verna, Amanita virosa, Lepiota josserandii, Lepiota brunneoincarnata, Galerina marginata ;
- Certaines drogues, comme la cocaïne, la MDMA (ecstasy)[1].

## Clinique
La période de latence est de durée variable, entre quelques heures et quelques semaines. Puis apparaît une asthénie, une anorexie, des nausées et vomissements ainsi qu'une gêne de l’hypocondre droit.
Il peut exister une augmentation de la bilirubine sérique avec apparition d'un ictère.
L'apparition d'une hypoglycémie, d'une acidose lactique, d'une atteinte de la coagulation (par diminution de la synthèse des facteurs de coagulation vitamine K dépendants) ou d'une insuffisance rénale surviennent dans les cas graves. L'insuffisance hépatique peut se compliquer d'hémorragies gastro-intestinales.
Les cas graves peuvent évoluer vers l'apparition progressive d'une encéphalopathie hépatique corrélé au taux d'ammoniaque sanguin (ammoniémie). Cette encéphalopathie peut s'accompagner d'une hypertension intracrânienne.
On parle d'hépatite aigüe si l'encéphalopathie apparaît dans les deux semaines suivant l'ictère, et d'hépatite sub aigüe si le délai est deux à douze semaines.

## Évolution
L'IHA s'accompagne d'une morbidité et d'une mortalité importantes, proche de 40%. Encéphalopathie, œdème cérébral, coagulopathie, complications hémodynamiques et septiques sont les facteurs essentiels du pronostic. Ce dernier s'est cependant amélioré avec le recours de la transplantation hépatique.
Le risque hémorragique est plus faible qu'attendu par rapport à la baisse du taux des facteurs de coagulation.
Des scores de risque ont été développés pour évaluer le pronostic. L'un de ces scores est celui du King's College hospital.

## Traitement
La prise en charge a fait l'objet de la publication de recommandations par l'American Association for the Study of Liver Diseases en 2011.
La prise en charge médicale nécessite une hospitalisation avec surveillance en unité de soins intensifs spécialisés, avec arrêt des médicaments hépatotoxiques.
Le traitement de la cause reste souvent limité : aciclovir en cas d'hépatite virale due au virus de l'herpès, extraction fœtale en cas de stéatose aiguë gravidique, N-acétylcystéine en cas d'intoxication au paracétamol. La N-acétylcystéine n'est pas efficace dans les insuffisances hépatiques aiguës d'autres causes.
La prise en charge de l'hépatite fulminante reste essentiellement symptomatique. Une encéphalopathie peut nécessiter la mise sous ventilation artificielle. la perfusion de solutés hypertoniques peut réduire le niveau d'hypertension intracrânienne. L'indométacine et l'hypothermie thérapeutique peuvent améliorer l’œdème cérébral.
La perfusion de solutés sucrés permet de pallier le risque d'hypoglycémie. Une nutrition entérale ou parentérale doit être ajustée à l'hypercatabolisme de ces patients.
L'épuration sanguine extrahépatique pourrait être une technique d'appoint.
La transplantation hépatique permet un taux de survie supérieur à 60 % à 10 ans.